# Berliner Kunstkritik mit Randglossen von Quidam

Titelblatt von Julius Stindes Schrift „Berliner Kunstkritik“

Berliner Kunstkritik mit Randglossen ist eine von Julius Stinde (1841–1905) unter dem Pseudonym Quidam veröffentlichte Schrift, die im Oktober 1883 im Berliner Verlag Freund & Jeckel erschienen ist. 

## Beschreibung
Der Verlag hat das Erscheinungsjahr auf dem Titelblatt aus verkaufstechnischen Gründen auf 1884 festgesetzt. Das Buch behandelt die Kritiken, die anlässlich der 56. akademischen Kunstausstellung im Jahre 1883 in Berliner Zeitungen erschienen sind. 

„Diese Kritik bietet in ihrer Gesammtheit betrachtet, ein so eigenthümliches Bild der Zerfahrenheit, der Regellosigkeit, des Widerspruchs und der Willkür, wie es die Herren Kritiker selbst wohl kaum für möglich halten.“

Stinde hat über 400 Einzelurteile aus 16 Zeitungen zusammengestellt und die Kürzel der zitierten Kritiker beigefügt, damit kritische Leser die Richtigkeit der Zitate auch nachprüfen können. Vorangestellt sind vier Seiten „Eingangsbetrachtungen“ und am Ende gibt es eine Sammlung von Stilblüten, zwölf Seiten „Schlußbetrachtung“ und ein „Register der Merkwürdigkeiten“, das auch die Namen der besprochenen Künstler enthält. Mit dieser Zusammenstellung sollte die Nutzlosigkeit und Überflüssigkeit der Kunstkritik in Zeitungen nachgewiesen werden.

## Wirkungsgeschichte
An die „Berliner Kunstkritik“ knüpfte sich ein Streit zwischen Karl Frenzel und Anton von Werner in der National-Zeitung, der ein Echo auch in anderen Publikationen gefunden hat.
Karl Frenzel hatte in der Morgenausgabe der National-Zeitung vom 23. November 1883 das Buch rezensiert und auf „die völlige Subjektivität aller ästhetischen Urtheile“ hingewiesen und im Verlauf seiner Besprechung geschrieben: „Daß die Kritik sich widerspricht – ganz abgesehen davon, daß sie sich aus Nothwendigkeit, eben aus der verschiedenen Individualität der Kritiker widersprechen muß – bietet den Künstlern die einzige Gewähr, sich zu entfalten und zu entwickeln.“ Und weiter: „Lobend oder tadelnd macht sie, was die Hauptsache ist, das Publikum auf einzelne Werke in der Ausstellung aufmerksam. Die Künstler, die jeden tadelnden Kritiker für einen unverständigen und frechen Eindringling in ihr Gebiet und jeden sie lobenden für eine Kunstautorität ersten Ranges erklären, sollten sich doch einmal eine Vorstellung machen, was denn geschehen würde, wenn die gesammte Kunstkritik Berlins, von Ludwig Pietsch bis herab zu dem kleinsten Kunst-Reporter in der kleinsten Zeitung, nur ein Vierteljahr lang keinen Federstrich für ihre Unsterblichkeit thäte.“ 
Frenzel stellt sogar das Kritikertum über die Künstlerschaft, wenn er schreibt: „Während seine Thätigkeit für die Kulturgeschichte unvergleichlich nützlicher ist als Hunderte von Dutzendlandschaften und Dutzendportraits; während der Fleiß und die geistige Anstrengung, die er darauf verwenden muß bei Weitem die Arbeit und die Zeit übersteigen, die ein Fa Presto unter den Künstlern braucht, um mit Hülfe zweier oder dreier Photographien eine riesige Leinwand mit Farben zu bedecken, glaubt sich jeder Lehrling, der die Palette in die Hand nimmt, berechtigt, ihm einen Dummkopf an den Kopf zu werfen.“
Schließlich erlaubte sich Frenzel noch eine provokante Behauptung: die Künstler stünden täglich an seiner Klingeltür. Im Wortlaut: „Die Kritik zuckt gelassen die Schultern über all dieses Gerede in den Wind: sie weiß, daß ganz andere Größen und Talente, [. . .] den Hut in der Hand, jeden Tag an ihrer Klingelthür erscheinen.“ Dies sollte eine Anspielung darauf sein, dass alle Berliner Kritiker Eintrittskarten zur Eröffnung des von Anton von Werner geschaffenen Sedan-Panoramas erhalten hatten. Sofort sieht sich daraufhin die „Berliner Panorama-Gesellschaft“ gedrungen, in einer Richtigstellung zu betonen, 

„daß Herr von Werner auf die betreffenden Einladungen absolut keinen Einfluß ausgeübt hat.“

Anton von Werner schildert die Folgen dieses Aufsatzes von Frenzel ausführlich in seinen Memoiren: 

„Die Kunstausstellung, die dieses Jahr trotz ihres Provisoriums im Neubau des Polytechnikums gut beschickt war, hatte ein drolliges Ergebnis zur Folge in Form eines im November erschienenen Buches, das den Titel führte: ‚Berliner Kunstkritik mit Randglossen von Quidam‘. Es enthielt eine Zusammenstellung von etwa 400 der widersprechendsten Beschreibungen und Kritiken derselben Kunstwerke aus den verschiedenen Berliner Zeitungen, die außerordentlich komisch dadurch wirkten, daß der eine Kritiker das gerade Gegenteil von dem sagte, oder gesehen zu haben glaubte, was ein anderer behauptete, – ein Vorgang, der auf dem Gebiete der Konzert- und Theaterkritiker alle Tage beobachtet werden kann. Warum die Kunstreferenten einiger Berliner Zeitungen sich über das humorvolle Büchelchen überhaupt aufregten, wurde durch einen Artikel in der Nationalzeitung, K. Fr. unterzeichnet, klar, der die Künstler in maßloser Weise angriff und in dem unter anderem behauptet wurde, daß der Verfasser jeden Tag einen Künstler an seiner Klingeltür sähe. Man hatte anscheinend als Autor des Buches einen bildenden Künstler vermutet, während sich hinter dem Pseudonym Quidam der bekannte Verfasser der ‚Familie Buchholz‘, Julius Stinde, verbarg. Im Künstlerverein war große Erregung über den Artikel der Nationalzeitung, und ich wurde veranlaßt, darauf zu antworten, was in schärfster Weise geschah, weil ich selbst ausgestellt hatte (Fußnote: Das Porträt des Hofpredigers Dr. Emil Frommel) und berechtigt war, die Angelegenheit persönlich zu nehmen. Als der unter der Chiffre K. Fr. mir tatsächlich unbekannte Verfasser dann als Karl Frenzel an mich schrieb, daß er mich ja nicht gemeint – welcher Versicherung es freilich gar nicht bedurfte – sondern an ihm bekannte Beispiele aus längst vergangener Zeit gedacht habe, durfte ich überzeugt sein, daß sich der hochgeschätzte Romanschriftsteller nur durch eine irreführende Vermutung über Quidams Persönlichkeit zu seinem Angriff auf die Künstler hatte hinreißen lassen, wozu diese aber nicht die geringste Veranlassung gegeben hatten, denn die Broschüre enthielt lediglich eine Zusammenstellung der sich widersprechenden Kritiken ihrer ausgestellten Kunstwerke.“

Nach einigen zum Thema gehörigen anekdotischen Einschüben kommt Anton von Werner auf Seite 393 wieder auf das Hauptskandalon des Frenzel-Artikels zu sprechen: „Noch eine andere ernstere Frage als die der Klingeltür, erregte damals die Berliner Künstlerschaft, die als Illustration zu dem Thema ‚Kunstgelehrte contra Künstler‘ aufgefaßt wurde: das Mißverhältnis zwischen den im Extraordinarium des Staatshaushaltetats 1884/85 für die Berliner Museen eingestellten und später vom Landtag auch bewilligten 4.795.000 Mark und den – 4918 Mark für die Berliner Kunstakademie. Diese und die Klingeltürfrage wurden auf dem Akademiker-Weihnachtsfest, das am 8. Dezember in der Philharmonie stattfand und das zugleich eine Huldigung für den allgemein beliebten Professor Bellermann zu seinem 50-jährigen Künstlerjubiläum war, in drolliger Weise verwertet. In dem Festspiel wurde malerisch sehr wirkungsvoll der Aufenthalt Bellermanns in Venezuela, wohin er auf Veranlassung von Alexander v. Humboldt vor 30 Jahren gesandt worden war, behandelt und in der Schlußszene dem Jubilar angesichts seiner in der tropischen Walddekoration aufgestellten bekränzten Büste von den Studierenden eine schöne Bronzeuhr verehrt. Die Stimmung des Abends beherrschte aber der Konflikt zwischen Künstlern und Kritikern, der dann auch in mitunter sehr scharfen Witzen seinen Ausdruck fand. Ganz besonders wurde ein von dem Chemiker Dr. Jacobsen verfaßtes Lied enthusiastisch applaudiert, das dem Texte zu einem damals vielbekannten allerliebsten Kinderbildchen der Kate Greenaway: ‚Five little sisters . . .‘ nachgebildet war und also lautete: Fünf kleine Kritiker, all’ in einer Reih’, jeder hat ’ne Klingeltür, ein Künstler steht dabei“.
Über diese Angelegenheit wurde in vielen Zeitungen berichtet. In der Breslauer Zeitung vom 7./9. Dezember 1883 schrieb Heinrich Hart über das „Duell“:

„In einer ganz ähnlichen Lage [wie der Hofprediger Stöcker] befindet sich Karl Frenzel. Dieser Mann ist Schriftsteller geworden, obwohl ihn sein ganzes Wesen, Äußeres wie Inneres, zum Geheimrat prädestinierte. Wie unangenehm muß es für eine so kühle Natur sein, dem Publikum plötzlich als Kampfhahn zu erscheinen. Und das ist so gekommen. Irgendein Künstler, dem wahrscheinlich die jüngste Kunstausstellung nicht zu der erträumten Unsterblichkeit verholfen, hat als Quidam eine Broschüre ausgehen lassen, in welcher er die Urteile der Kritik über jene Ausstellung in der vollen Pracht ihrer Widersprüche vorführt. Dieses Werkchen blieb außerhalb der Kunstkreise ziemlich unbeachtet, bis Herr Frenzel eine Lanze für die Subjektivität jeden ästhetischen Urteils brach und nebenbei der Eitelkeit der Künstler einige unsanfte Puffe versetzte. Unter anderem behauptete er, daß ohne die Kritik und ihre Propaganda die Kunst so gut wie betteln gehen müsse. Alle Welt wunderte sich, welche Ursache die fromme Milch des akademischen Feuilletonisten in gärend Drachengift verwandeln konnte. Diese Verwunderung wuchs, als ein ebenso akademischer, geheimrätlicher Maler sich berufen fühlte, als Vertreter der Kunst in die Schranken zu reiten und den Handschuh, welchen Herr Frenzel hingeworfen, aufzunehmen – Anton von Werner nämlich. Letzterer machte sich den Kampf recht leicht. Hatte der Kritiker, ohne sich viel auf Gründe einzulassen, gesagt, daß jede Kritik subjektiv und über den Geschmack nicht zu rechten sei, so erwiderte Herr von Werner gleich apodiktisch: In Kunstsachen gibt es kein Schwanken, der Künstler weiß genau, was schlecht oder gut ist; hatte jener mit allerlei spitzen Nadlen um sich geworfen, so trumpfte der Maler mit allerlei Selbstgefälligkeiten auf, ja, ich glaube, er ließ etwas wie künftige Unsterblichkeit durchschimmern. Leider hatte das Duell damit ein Ende. Herr Frenzel fühlte wiederum den Geheimrat in sich erwachen und begnügte sich, wie ich höre, einen versöhnlichen Brief des Akademie-Direktors entgegenzunehmen, den dieser wahrscheinlich gleichfalls in einer Anwandlung von Reue über die verlorene weißbindige Würde geschrieben.“

Umschlagtitel von Julius Stindes Schrift „Berliner Kunstkritik“

Im Kladderadatsch, zu dessen Beiträgern Julius Stinde auch gehörte, stand zu lesen: 

„Quidam! Wer, zu allen Teufeln, ist Quidam? Nun, was geht’s uns am Ende an. Solange Quidam sich nur mit Kunstkritikern zu schaffen macht, möge er tosen, soviel er Lust hat. Wenn er es aber einmal wagen sollte, auch über die Literatur-Kritiker herzuziehen, - und er ist vielleicht unvorsichtig genug – so werden wir ihm in einer Weise heimleuchten, daß ihm Hören und Sehen vergehen soll. Er soll ja wohl selbst auch Bücher schreiben; nun, wehe ihm, wenn alsdann ein von ihm verfaßtes Buch uns in die Hände fallen sollte! Wir haben im Kopfe schon eine Recension desselben fertig, die mit den Worten beginnt: ‚Der Name Quidam ist uns in schrecklicher Erinnerung geblieben.‘ Nachdem wir ihm dann sämtliche guten Haare ausgerupft haben, schließen wir also: ‚Wenn uns der Name Quidam noch einmal begegnen sollte, – und wäre es auf noch so schönem Papier und in noch so schönem Einbande – wir lesen nichts wieder von ihm. Diesmal war es das letztemal.‘“

Auch Fontane befasst sich mit dem Streit. Er schreibt an Friedrich Stephany: 

„Was haben Sie denn zu der Fehde Karl Frenzel und Anton v. Werner gesagt? Es ist freilich nur ein Sturm im Glase Wasser, und die Tonkin- oder die Sudanfrage ist wichtiger. Aber so wichtig eine Kleinkramfrage sein kann, so wichtig ist sie. Die Frage wird auch nicht wieder einschlafen, denn sie birgt etwas von Revolutionskraft in sich und wird nicht eher ruhen, als bis die seit zwanzig Jahren immer maßloser gewordenen Prätensionen der Farbenklexerwelt auf ein richtiges und verständiges Maß zurückgeführt sein werden. Siehe den Wernerbrief als Belag. Ist das eine Sprache! Man mag über Frenzel denken, wie man will: unter allen Umständen ist er ein sehr kluger, sehr gescheiter, sehr unterrichteter kleiner Mann, der sich die ganze Wernerweisheit längst an den Schuhsohlen abgelaufen hat. Und diesen Mann nimmt sich der von der Tarantel gestochene Pittore vor und hält ihm einen Vortrag über Kunstästhetik. Macht ihm sozusagen seinen Standpunkt klar. Doll. Die Kunstkritiker haben viel auf dem Gewissen, aber verglichen mit dem Gequatsch, das die Maler selbst loslassen, sind es Halbgötter. Solch Affront, der in der Person Frenzels der ganzen Presse geschieht, ist auch nur in Deutschland möglich. In Paris würde einem Maler, der sich so zu schreiben unterfinge, gut heimgeleuchtet werden.“